# Németh Thyra
Németh Thyra (Budapest, 1918. március 11. – New York, 2004. január 19.) magyar színésznő, Németh Romola színésznő nővére.

## Élete
Németh Sándor miniszteri számtiszt és Czeiner Irén lánya. Az Országos Színészegyesület színiiskolájában végzett. 1942-től az összeomlásig a Vidám Színházban, majd németországi menekülttáborok színházaiban játszott. 1948-ban Argentínában telepedett le. Eleinte kisebb feladatokat kapott a Dél-amerikai Magyar Színjátszó Társaság előadásain, majd az 1951 novemberében alakult, Szeleczky Zita vezette Argentínai Magyar Nemzeti Színháznál szerepelt. Ezt követően az Amerikai Egyesült Államokba költözött és New Yorkban telepedett le.

### Magánélete
Házastársa Kaszner Károly (1910–1987) zeneszerző volt, akihez 1944 augusztusában ment férjhez.

## Szerepei

### Színházi szerepei
- Rudolf Eger: Patyolatkisasszony – Erna
- Lètraz: Ballépés jobbra – Izabella
- Madách Imre: Az ember tragédiája – Hyppia
- Katona József: Bánk bán – Gertrudis
- Bónyi Adorján: Egy kis senki – Kádár kisasszony
- Rudolf Besier: Ahol tilos a szerelem – Barrett, Henriette
- Harsányi Zsolt: XIV. René –  I. Irina királykisasszony

### Filmszerepei
- Megálmodtalak (1943) – pénztáros kisasszony a hangversenyen
- Nemes Rózsa (1943) – Félix, az inas felesége
- Egy fiúnak a fele (1943-44) – Boldizsár Gizi, intézeti növendék